# Rallye Schweden 2006

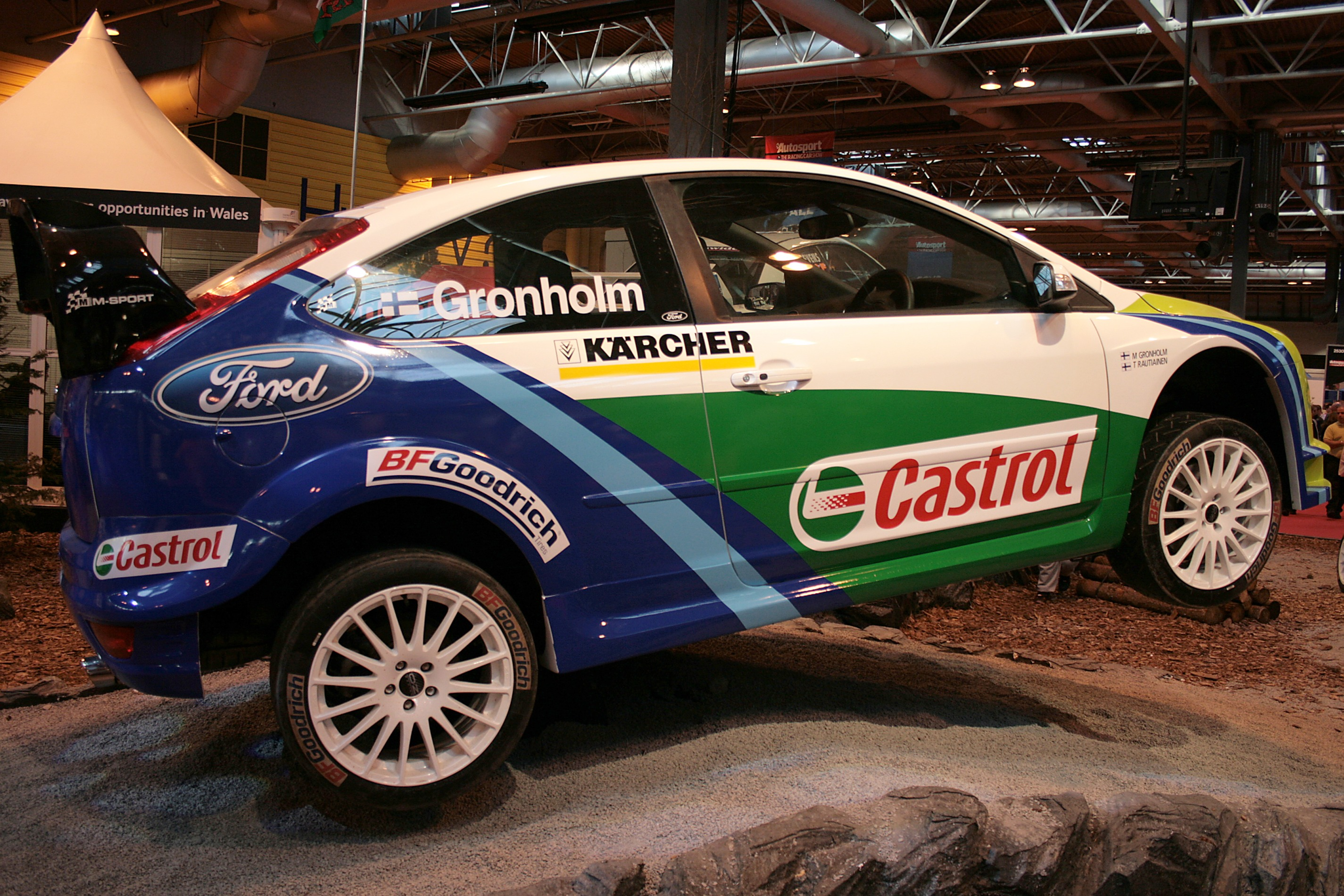
Der Ford Focus RS WRC, das Siegerauto der Rallye Schweden 2006.

Die 55. Rallye Schweden war der 2. Lauf zur FIA-Rallye-Weltmeisterschaft 2006. Sie dauerte vom 3. bis zum 5. Februar 2006 und es waren insgesamt 19 Wertungsprüfungen (WP) zu fahren.

## Klassifikationen

### Endergebnis
| WRC  |                      |                      |                        |           |               |    |
| 01   | Marcus Grönholm      | Timo Rautiainen      | Ford Focus RS WRC      | 3:09:01.9 | 0:00.0        | 10 |
| 02   | Sébastien Loeb       | Daniel Elena         | Citroën Xsara WRC      | 3:09:32.8 | 0:30.9        | 8  |
| 03   | Daniel Carlsson      | Bosse Holmstrand     | Mitsubishi Lancer WRC  | 3:11:58.7 | 2:56.8 2:25.9 | 6  |
| 04   | Gianluigi Galli      | Giovanni Barnacchini | Mitsubishi Lancer WRC  | 3:12:05.7 | 3:03.8 0:07.0 | 5  |
| 05   | Thomas Rdström       | Jörgen Skallman      | Subaru Impreza S10 WRC | 3:14:55.2 | 5:53.3 2:49.5 | 4  |
| 06   | Kosti Katajamäki     | Timo Alanne          | Ford Focus RS WRC      | 3:16:36.7 | 7:34.8 1:41.5 | 3  |
| 07   | Xevi Pons            | Carlos del Barrio    | Citroën Xsara WRC      | 3:17:37.5 | 8:35.6 1:00.8 | 2  |
| 08   | Henning Solberg      | Cato Menkerud        | Peugeot 307 WRC        | 3:18:03.4 | 9:01.5 0:25.9 | 1  |
| 09   | Jimmy Joge           | Mattias Andersson    | Peugeot 206 WRC        | 3:18:19.1 | 9:17.2 0:15.7 | 0  |
| 10   | Janne Tuohino        | Risto Pietiläinen    | Citroën Xsara WRC      | 3:18:44.9 | 9:43.0 0:25.8 | 0  |
| JWRC |                      |                      |                        |           |               |    |
| 01   | Per-Gunnar Andersson | Jonas Andersson      | Suzuki Swift S1600     | 3:29:18.7 | 0:00.0        | 10 |
| 02   | Patrik Sandell       | Emil Axelsson        | Renault Clio S1600     | 3:30:11.8 | 0:53.1        | 8  |
| 03   | Urmo Aava            | Kuldar Sikk          | Suzuki Swift S1600     | 3:32:13.8 | 2:55.1 2:02.0 | 6  |

Insgesamt wurden 51 von 63 gemeldeten Fahrzeugen klassiert.

### Wertungsprüfungen
| Tag              | WP               | Name             | Länge    | Start LT        | Gewinner        | Co-Pilot             | Auto                  | Zeit    | Leader          |
| Tag 1 3. Februar |                  |                  |          |                 |                 |                      |                       |         |                 |
| ---------------- | ---------------- | ---------------- | -------- | --------------- | --------------- | -------------------- | --------------------- | ------- | --------------- |
| Tag 1 3. Februar | WP1              | Fredriksberg 1   | 18,14 km | 08:01           | Marcus Grönholm | Timo Rautiainen      | Ford Focus RS WRC     | 10:25.7 | Marcus Grönholm |
| Tag 1 3. Februar | WP2              | Lejen 1          | 26,47 km | 09:01           | Marcus Grönholm | Timo Rautiainen      | Ford Focus RS WRC     | 14:20.9 | Marcus Grönholm |
| Tag 1 3. Februar | WP3              | Fredriksberg 2   | 18,14 km | 12:09           | Gianluigi Galli | Giovanni Bernacchini | Mitsubishi Lancer WRC | 10:29.1 | Marcus Grönholm |
| Tag 1 3. Februar | WP4              | Lejen 2          | 26,47 km | 13:09           | Sébastien Loeb  | Daniel Elena         | Citroën Xsara WRC     | 14:24.4 | Marcus Grönholm |
| Tag 1 3. Februar | WP5              | Vargåsen 1       | 39,95 km | 15:49           | Sébastien Loeb  | Daniel Elena         | Citroën Xsara WRC     | 20:40.5 | Marcus Grönholm |
| Tag 1 3. Februar | WP6              | Hagfors Sprint 1 | 1,87 km  | 17:07           | Sébastien Loeb  | Daniel Elena         | Citroën Xsara WRC     | 01:54.7 | Marcus Grönholm |
| Tag 2 4. Februar |                  |                  |          |                 |                 |                      |                       |         | Marcus Grönholm |
| WP7              | Hara 1           | 11,32 km         | 08:00    | Marcus Grönholm | Timo Rautiainen | Ford Focus RS WRC    | 06:04.8               |         | Marcus Grönholm |
| WP8              | Sundsjön 1       | 20,78 km         | 09:06    | Marcus Grönholm | Timo Rautiainen | Ford Focus RS WRC    | 11:07.4               |         | Marcus Grönholm |
| WP9              | Likenäs          | 21,78 km         | 12:19    | Marcus Grönholm | Timo Rautiainen | Ford Focus RS WRC    | 12:19.6               |         | Marcus Grönholm |
| WP10             | Hara 2           | 11,32 km         | 12:34    | Marcus Grönholm | Timo Rautiainen | Ford Focus RS WRC    | 06:02.4               |         | Marcus Grönholm |
| WP11             | Sundsjön 2       | 20,78 km         | 13:49    | Marcus Grönholm | Timo Rautiainen | Ford Focus RS WRC    | 11:00.4               |         | Marcus Grönholm |
| WP12             | Vargåsen 2       | 39,95 km         | 15:39    | Sébastien Loeb  | Daniel Elena    | Citroën Xsara WRC    | 20:43.8               |         | Marcus Grönholm |
| WP13             | Hagfors Sprint 2 | 01,87 km         | 16:57    | Sébastien Loeb  | Daniel Elena    | Citroën Xsara WRC    | 02:00.7               |         | Marcus Grönholm |
| Tag 3 5. Februar |                  |                  |          |                 |                 |                      |                       |         | Marcus Grönholm |
| WP14             | Lesjöfors 1      | 10,49 km         | 07:58    | Sébastien Loeb  | Daniel Elena    | Citroën Xsara WRC    | 05:56.3               |         | Marcus Grönholm |
| WP15             | Rämmen 1         | 23,35 km         | 08:30    | Sébastien Loeb  | Daniel Elena    | Citroën Xsara WRC    | 11:49.3               |         | Marcus Grönholm |
| WP16             | Malta 1          | 11,25 km         | 09:21    | Sébastien Loeb  | Daniel Elena    | Citroën Xsara WRC    | 05:47.7               |         | Marcus Grönholm |
| WP17             | Lesjöfors 2      | 10,49 km         | 11:29    | Marcus Grönholm | Timo Rautiainen | Ford Focus RS WRC    | 05:47.7               |         | Marcus Grönholm |
| WP18             | Rämmen 2         | 23,35 km         | 12:01    | Marcus Grönholm | Timo Rautiainen | Ford Focus RS WRC    | 11:50.3               |         | Marcus Grönholm |
| WP19             | Malta 2          | 11,25 km         | 12:52    | Marcus Grönholm | Timo Rautiainen | Ford Focus RS WRC    | 05:48.0               |         | Marcus Grönholm |

### Gewinner Wertungsprüfungen
| WP                | Anzahl | Fahrer          | Auto                  |
| ----------------- | ------ | --------------- | --------------------- |
| 1, 2, 7–11, 17–19 | 10     | Marcus Grönholm | Ford Focus RS WRC     |
| 4–6, 12–16        | 8      | Sébastien Loeb  | Citroën Xsara WRC     |
| 3                 | 1      | Gianluigi Galli | Mitsubishi Lancer WRC |

### Fahrer-WM nach der Rallye
| Pos. | Fahrer            | Punkte |
| ---- | ----------------- | ------ |
| 1    | Marcus Grönholm   | 20     |
| 2    | Sébastien Loeb    | 16     |
| 3    | Toni Gardemeister | 6      |
| 4    | Daniel Carlsson   | 6      |
| 5    | Manfred Stohl     | 5      |

### Team-Weltmeisterschaft
| Pos. | Team               | Punkte |
| ---- | ------------------ | ------ |
| 1    | Ford WRT           | 26     |
| 2    | Kronos Citroën WRT | 24     |
| 3    | Peugeot Norway     | 10     |
| 4    | Subaru WRT         | 8      |